# Gerhard III av Holstein
Greve Gerhard III "den store" av Holstein, tyska Gerhard "der Grosse", vanligen kallad greve Gert, född omkring 1292, mördad i Randers 1 april 1340, begravd i klosterkyrkan i Itzehoe. Han var greve av Holstein åren 1304/1312–1340, hertig Gerhard I av Schleswig 1326–1330 och riksföreståndare i Danmark 1326–1340. Son till Henrik I av Holstein (död 1304) och Hedvig av Bronkhorst (död efter 1310).

## Biografi
Greve Gerhard "den store" blev 1326 den förste schauenburgske hertigen av Schleswig (Sønderjylland).
Efter fadern Henriks död 1304 satte sig den unge Gerhards farbror, Gerhard II "den blinde", i besittning av hans arv, och unge Gerhard tycks ha uppfostrats hos sina mödernefränder. 1312 måste han försvara sina arvsanspråk på Stormarn mot farbrodern, och först efter dennes död samma år uppträdde Gerhard som greve av Rendsburg (danska Rensborg) vilket var hans rättmätiga fädernearv i Holstein.
1315 kom Gerhard i besittning av Segebergs slott, detta efter att Hartwig Reventlow av personliga skäl överfallit och dräpt den där residerande greve Adolf. Ungefär samtidigt slog Gerhard under sig en del av den kielska linjens land. Som anförare för legotrupper bistod han 1316–1317 kung Erik Menved i striden med markgreven av Brandenburg och fick därför delvis Fyn i pant. 
Med sina legotrupper deltog Gerhard i alla grannländernas fejder, i Danmark, Sverige och Nordtyskland, och därigenom skaffade han sig inte bara pengar och inflytande – han blev även känd som en enastående härförare. 1317 måste han kämpa mot sin kusin Adolf, vilken sökte vinna den mördade greve Adolfs land, och besegrade denne fullständigt. 1319 företog Gerhard ett härtåg mot Ditmarsken och vann en stor seger, men drevs kort därpå på flykten och slöt fred 1323.
1325 hamnade Gerhard i strid med den danske kungen Kristofer II. Anledningen till schismen var frågan om förmyndarskapet för hertig  Valdemar av Sønderjylland, vilken var Gerhards systerson. Då Valdemar 1326 valdes till dansk kung blev Gerhard dennes förmyndare, rikets föreståndare och erhöll Sønderjylland (tyska Schleswig) som ärftligt län i Nyborg 15 augusti 1326. Gerhard tog även Vordingborg i besittning.
1328 kuvade Gerhard ett bondeuppror på Själland, och 1329 slog han tillbaka ett angrepp av jutarna på Hesterbjerg vid Gottorp.
När kung Kristofer II återinsattes 1330 fick Gerhard Fyn som ärftligt län mot återlämnande av Sønderjylland, vilket gavs till den avsatte kung Valdemar. Villkoret för detta var att om Valdemar dog utan arvingar skulle Gerhard återfå Sønderjylland och återställa Fyn. Gerhard erhöll därtill Nörrejylland som pant för sina krigsomkostnader, och Kristofers äldste son, Erik, skulle äkta Gerhards syster Elisabet.
Till följd av en tvist mellan Gerhard och hans kusin Johan "den milde", en halvbror till kung Kristofer II, utbröt striden mellan Gerhard och Kristofer på nytt 1331. Erik försköt Elisabet och föll jämte fadern in i Sønderjylland. Vid Dannevirke led dock Erik ett fullständigt nederlag och dog strax av sina sår. Kort efter slöts en fred i Kiel i januari 1332, varvid Gerhard fick Nörrejylland och Fyn i pant för 100 000 mark silver. När så kung Kristofer II själv dog 1332 gick den formella rätten till kronan tillbaka till hertig Valdemar, vilken fortsatt stod under Gerhards förmyndarskap. Kung Kristofers andre son, Otto, gjorde 1334 ett försök att återvinna sin fars land, men Gerhard besegrade denne på Tapheden vid Viborg och förde Otto fången till Segeberg.
Gerhard, vilken börjat som greve i en fjärdedel av Holstein, var nu herre över halva Danmark. Strax råkade han dock i strid med systersonen hertig Valdemar, vilken ledsnat på det långa förmyndarskapet (till 1336), och med invånarna i Nørrejylland, vilka reste sig mot det tyska oket (den kullede greve var deras öknamn på Gerhard, syftande på hans kala hjässa). För att rädda sig ur dessa svårigheter ingick Gerhard en förlikning i Lübeck den 11 februari 1340 med hertig Valdemar och prins Valdemar, Kristofer II:s yngste son. Nörrejylland överfördes till hertig Valdemar mot en inlösning av 43 000 mark silver, och för en del av denna summa fick Gerhard tillsvidare Sønderjylland i pant; hertig Valdemar var berättigad till att återinlösa detta.
Men trots överförandet av Nørrejylland på hertig Valdemar försökte Gerhard själv kuva resningen där. Han samlade en stor här av tyska legoknektar och for härjande fram i landet ända till Randers, där han natten till den 1 april 1340 överfölls och dräptes av den danske riddaren Niels Ebbesøn. Gerhard var vid detta tillfälle på bättringsvägen efter en svår sjukdom när han föll offer för en sammansvärjning under ledning av Ebbesøn. Gerhards lik fördes av sönerna Henrik och Claus till klosterkyrkan i Itzehoe.
Om Gerhard lyder eftermälet att han var en skicklig fältherre och en klok statsman, men hård och hänsynslös i valet av medel. Holsteinarna gav honom senare tillnamnet den store, medan han i Danmark kallades för, som tidigare nämnts, den kullede greve.
Gerhards stora välde föll samman vid hans död.

## Äktenskap och barn
Gerhard "den store" gifte sig omkring 1315 (påvlig dispens 1325 och 1326) med Sofia av Mecklenburg-Werle (död 1339). Paret fick följande barn:
1. Henrik II av Holstein (omkring 1317–1385), greve av Holstein
2. Nikolaus av Holstein (omkring 1321–1397), greve av Holstein
3. Elisabet av Holstein (död 1402), förlovad med svensk-norske kungen Håkan Magnusson (1340–1380)